# 1942年11月15日国鉄ダイヤ改正
1942年11月15日国鉄ダイヤ改正（1942ねん11がつ15にち こくてつダイヤかいせい）では、1942年（昭和17年）11月15日に鉄道省線（省線）にて実施されたダイヤ改正について著述する。

## ダイヤ改正の背景
前年12月8日に日本軍が真珠湾攻撃を行ったことで太平洋戦争が勃発したため、1937年（昭和12年）の日中戦争勃発以来すでに戦時輸送体制へ移行しつつあった日本の鉄道にも、一層の軍事輸送強化が望まれるようになった。
このような情勢下、1936年（昭和11年）9月19日に起工式が行われて工事が実施されていた関門鉄道トンネルのうち下り本線が1941年（昭和16年）に貫通し、1942年（昭和17年）中には列車運行が行えることになった。
同トンネルは、元々関門連絡船によって連絡していた本州と九州間の鉄道輸送力を、トンネルを掘る事によって強化しようとして着工されたものである。しかし日中戦争が勃発して以来、筑豊からの石炭輸送を従来は船舶によって行っていたものを鉄道輸送に転移させ、捻出した船舶を他に活用しようという着想が浮上し、トンネル工事は困難を押して急ピッチで進められ、貫通に至った。
関門間輸送の改善は急務であったため、上り用のトンネルが完成するまで、当座は下り用トンネルで上下線列車を走らせる単線運行を行うこととした。まず1942年（昭和17年）6月11日から試運転列車が運転され、6月13日には暫定的に貨物列車の運行を行うようになった。
7月1日には正式開業となって山陽本線に同トンネルが組み込まれ、この11月15日改正からは旅客列車の運行も行う事になった。当時このトンネルは、画期的な海底トンネルということからマスコミによって「龍宮の回廊」とも呼ばれた。なお、上り本線が開通したのは1944年（昭和19年）9月9日である。
関門トンネル開通は九州連絡ルートの著しい改善になったことから、東京以西各線では大規模なダイヤ改正が実施されることになった。基本的には同トンネルを最大限に有効活用できるような列車設定になったが、軍事輸送の関係で一部優等列車の見直しも図られている。
またこれに先立つ9月26日には、既に南満洲鉄道で取り入れられていた「24時制」を、日本でもそれまでの「12時制」（午前・午後により識別）に代わって取り入れている。東亜旅行社（現・ジェイティービー）が発行していた「時間表」も、この時から現在の名前である「時刻表」に改められた。従前の時間表では、午前・午後の表記を字体の細字・太字で区別していたが、これは時刻表にも24時間制が採用されたことで解消された。

## 改正の内容

### 本州－九州直通列車
関門鉄道トンネルは本州と九州を鉄路で直結したことから、当然ながらこのダイヤ改正では直通列車が多数設定された。
まず、当時の国鉄を代表する優等列車であった特別急行列車「富士」は、それまでの下関駅発着から長崎駅発着に延長され、さらに上海からの航路が長崎に入港する日には、港付近に設けられた長崎港駅まで上り列車に限り乗り入れる事になった。そして東京と下関を結んでいたもう一本の特急列車である「櫻」は、それまでの下関駅発着から鹿児島駅発着へ延長されたが、急行7・8列車と急行列車に格下げされる事になった。なお、「富士」同様に国際連絡運輸の一環をなしていた東京駅 - 下関駅（呉線経由）間の急行7・8列車は、急行3・4列車に改められてこれまた鹿児島駅まで足を伸ばした。この列車は、全区間走破に2泊3日を要することになった。
他にも、所要時間41時間25分という鹿児島駅発東京駅行きの上り普通34列車など、下り19本・上り18本の列車（内特急が1往復、急行が4往復）が同トンネルを越えることになった。
その一方で長距離移動客や観光客を抑制しようとの考えから、東京駅 - 大阪駅間で運行されていた特急「燕」の不定期増発列車や、東京駅 - 沼津駅間運行の温泉準急列車（現在の快速列車に近い。「踊り子 (列車)」も参照）などが廃止されている。

### 北海道各線
この時のダイヤ改正では、東京以北など、関門トンネル開通と無関係な路線では殆ど時刻が変わらなかったが、唯一北海道では若干の改正が行われた。
函館本線・宗谷本線経由で函館駅 - 稚内桟橋駅（稚内駅の構内扱いで桟橋側に延長して設けられた仮駅）間を結んだ急行1・2列車の所要時間が下りで31分・上りで46分短縮され、函館駅 - 網走駅間を運行していた急行3・4列車が廃止された。いわゆる「稚内急行」のスピードアップの背景には、稚内から樺太（現在ロシア連邦占領下）の大泊（現・コルサコフ）へ向かう航路（稚泊連絡船など）が当時存在し、同地へ渡る人がソ連に備える為などから増加した事情が挙げられる。